# Vergogna schifosi
Vergogna schifosi è un film del 1969 diretto da Mauro Severino.

## Trama
Sei anni dopo aver commesso un omicidio, tre giovani milanesi, Lea, Andrea e Vanni, ricevono una foto compromettente accompagnata da una precisa richiesta di denaro. Nonostante cedano subito al ricatto, continuano a ricevere nuovi messaggi.